# Nicole Studer
Nicole Studer (22 febbraio 1996) è una calciatrice svizzera, portiere del Grasshopper e della nazionale svizzera.

## Carriera

### Club
Nicole Studer cresce calcisticamente nel Zurigo, con il quale si laurea più volte campione di Svizzera e fa il suo debutto in UEFA Women's Champions League.
Durante il calciomercato estivo 2017 decide di trasferirsi allo Young Boys, squadra con cui riesce a mettersi in luce durante il campionato di Lega Nazionale A 2017-2018 dove la squadra bernese conclude al terzo posto la stagione regolare.
A fine maggio l'AGSM Verona comunica di aver raggiunto un accordo con Studer per vestire la maglia della società veronese per la stagione 2018-2019, primo campionato estero per la giocatrice elvetica. Con l'acquisizione del titolo sportivo dell'AGSM Verona da parte della sezione femminile del Verona, Studer è passata alla nuova società, con la quale ha disputato solamente due partite in campionato a causa di un infortunio al gomito sinistro, che l'ha tenuta a lungo lontana dal campo.
Nell'estate 2019 cambia ancora Paese, trasferendosi in Belgio, al Gent, rmanendovi una sola stagione prima di decidere di rientrare in Svizzera.
Trasferitasi al Grasshopper di Zurigo, alla sua prima stagione di Women's Super League deve disertare per lungo tempo i campi da gioco a causa di un infortunio e, benché si fosse ipotizzato il suo passaggio alle rivali cittadine dello Zurigo, viene confermata definitivamente dal febbraio 2021 dopo che le pari ruolo Julia Gehrig e Zora Killias hanno lasciato la società.

### Nazionale
Studer inizia ad essere convocata dall'Associazione Svizzera di Football per entrare nel giro della nazionale, facendo la trafila delle giovanili, inizialmente nella formazione Under-17, con la quale fa il suo debutto il 17 ottobre 2011 in occasione dell'incontro dalle elvetiche con un pesante 15-0 sulle pari età della Lettonia e valido per il primo turno di qualificazione all'edizione 2012 del campionato europeo di categoria. Ottenuta la qualificazione alla fase finale, condivide con le compagne la quarta posizione nel torneo, battute 5-1 dalla Francia nelle semifinali e solo dopo i tiri di rigore dalla  Danimarca.
Scaduti i termini d'età passa all'Under-19, inserita dal tecnico Markus Frei nella squadra impegnata nelle qualificazioni all'Europeo di Norvegia 2014, dove fa il suo debutto il 21 settembre 2013, nell'incontro vinto per 3-1 sulle avversarie dell'Irlanda del Nord.
Nel frattempo viene selezionata per vestire la maglia della nazionale maggiore fin dal 2013, tuttavia né nel 2014, convocata ma mai utilizzata, che nei tre anni successivi, mai convocata rimane fuori dal giro della nazionale. Solo nel 2018 il tecnico Martina Voss-Tecklenburg decide di ricominciare a convocarla inserendola in rosa per la Cyprus Cup 2018, facendola finalmente debuttare il 5 marzo nell'incontro pareggiato 0-0 con il Galles.

## Palmarès
- Campionato svizzero: 4

Zurigo: 2012-2013, 2013-2014, 2014-2015, 2015-2016
- Coppa Svizzera: 2

Zurigo: 2012-2013, 2014-2015